# 川勝清歩
川勝 清歩（かわかつ せいほ、1933年 - 2014年11月5日）は、京都市出身の書家。1996年より京都南座の顔見世興行に掲げられる「まねき」を揮毫している。

## 来歴・人物
1933年、京都市生まれ。1948年、映画館や劇場の看板を手掛けるタケマツ画房に就職した。1949年、南座でまねきを書いていた竹田耕清に見出され弟子となった。以降、竹田の筆遣いを注意深く観察し、家に帰ってから繰り返し練習する修業の日々が続いた。1957年、竹田の勘亭流を習得し一人立ちした。竹田没後、兄弟子の佐治永清が南座のまねき書きを20年にわたり引き継いだ。1996年、佐治が体調を崩したのを機に、南座のまねき書きを川勝が引き継ぎ、今日に至っている。高槻市在住。
2014年11月5日に肺がんのため死去した。81歳没。